# Črni Vrh, Tabor
Črni Vrh este o localitate din comuna Tabor, Slovenia, cu o populație de 164 de locuitori.